# Мухин, Алексей Иванович
Алексе́й Ива́нович Му́хин (10 (22) февраля 1881 — после 1929) — член IV Государственной думы от Витебской губернии, крестьянин.

## Биография
Православный, крестьянин села Малая Любщина Яновичской волости Витебского уезда.
Окончил Яновичское народное училище. Участвовал в русско-японской войне в качестве старшего писаря 87-го пехотного полка, был награждён медалью «За храбрость» на Георгиевской ленте.
После войны занимался земледелием, садоводством и пчеловодством. Имел совместно с братом 22 десятины земли.
В 1912 году был избран в члены Государственной думы от Витебской губернии съездом уполномоченных от волостей. Входил во фракцию русских националистов и умеренно-правых (ФНУП), после её раскола в августе 1915 — в группу прогрессивных националистов и Прогрессивный блок. Состоял членом комиссий: финансовой, по народному образованию, бюджетной, сельскохозяйственной и по борьбе с немецким засильем.
После революции жил в родном селе. 21 октября 1929 года был арестован, обвинен по статьям 72, 145 УК БССР (а/с агитация). 20 ноября того же года Особым совещанием был приговорен к 3 годам ИТЛ.
Дальнейшая судьба неизвестна. Был женат.